# Gargara neonigroapica
Gargara neonigroapica är en insektsart som beskrevs av Mohammad och S. Ahmad 1993. Gargara neonigroapica ingår i släktet Gargara och familjen hornstritar. Inga underarter finns listade i Catalogue of Life.